# Pawnee (Oklahoma)
Pawnee – miasto w Stanach Zjednoczonych, w stanie Oklahoma, siedziba administracyjna hrabstwa Ottawa.
W rejonie Pawnee było epicentrum trzęsienia ziemi w 2016 roku.